# Melanocharacidium rex
Melanocharacidium rex är en fiskart som först beskrevs av Böhlke, 1958.  Melanocharacidium rex ingår i släktet Melanocharacidium och familjen Crenuchidae. Inga underarter finns listade i Catalogue of Life.